# Стёрджесс, Джим
Джеймс Э́нтони (Джим) Стёрджесс (англ. James Anthony "Jim" Sturgess; род. 16 мая 1978 года, Лондон, Англия) — британский актёр и певец. Начал свою карьеру в середине 1990-х со съёмок в сериалах. Известность ему принесли роли в фильмах «Двадцать одно» и «Через Вселенную».

## Ранние годы
Джим Стёрджесс родился 16 мая 1978 года в Лондоне, однако вырос в Фарнхэме, графство Суррей, в 40 милях к юго-западу от Лондона. В юности большую часть своего времени он проводил, катаясь на скейтборде, а свою первую музыкальную группу основал, как только ему исполнилось 15. Репетиции устраивались у друга, в гараже его отца. Группа давала выступления всюду, где закрывали глаза на тот факт, что члены коллектива были несовершеннолетними.
Джим впервые примерил на себя амплуа актёра, когда местная театральная группа организовала в его школе прослушивание для участия в местной пьесе. Скоро осознав, что актёрская деятельность позволит ему с легкостью прогуливать школу, Стёрджесс прошёл прослушивание и заполучил одну из ролей в спектакле. И школьное руководство, и родители признавали, что у парня талант, но он всегда отдавал предпочтение музыке, нежели актёрскому мастерству.
Джим переезжает в Манчестер, чтобы поступить в Салфордский Университет, в надежде, что это даст ему возможность организовать ещё одну группу, а также попасть в музыкальную тусовку Манчестера — родину многих его музыкальных кумиров. В Манчестере он встречает группу амбициозных начинающих актёров и кинематографистов, и его страсть к актёрству вспыхивает с новой силой. Он начинает сочинять и исполнять свои собственные пьесы и короткие фильмы, а также организует шоу 'BUZZIN', основой которого были его поэтические чтения. Именно там его находит актёрский агент. Джим заканчивает учёбу в университете в 1999 с дипломом в области СМИ и актёрского мастерства.

## Карьера
Первая заметная роль Стёрджесса в кино — Джуд Фини в фильме «Через Вселенную», где он сыграл вместе с Эван Рэйчел Вуд и Джо Андерсоном. Премьерный показ фильма состоялся на Торонтском кинофестивале 10 сентября 2007 года. 19 февраля 2008 года вышел фильм «Ещё одна из рода Болейн», в котором Стёрджесс исполнил роль Джорджа Болейна. Его партнёрами по съёмочной площадке были Скарлетт Йоханссон, Натали Портман и Эрик Бана. 17 апреля 2008 года состоялась премьера фильма «Двадцать одно», в котором Джим исполнил главную роль. Его герой — математический гений, выигрывающий благодаря своим способностям огромные суммы денег в казино Лас-Вегаса. Также в фильме снялись Кейт Босворт, Лоренс Фишберн и Кевин Спейси.
В 2009 году Стёрджесс исполнил роль Гэвина Коссефа в фильме «Переправа», в котором, кроме него, сыграли Харрисон Форд, Рэй Лиотта и Эшли Джадд. В этом же году он появился в фильме Кари Скогланда «Пятьдесят ходячих трупов», снятого по одноимённому бестселлеру Мартина МакГартланда, и в картине Филипа Ридли «Бессердечный». В 2010 году Джим сыграл главную роль в фильме «Путь домой», снятого Питером Уиром, в основу которого легли реальная история, произошедшая с польским офицером, который сбежал из советского ГУЛАГа во время Второй мировой войны. Также в 2010 году Стёрджесс озвучил совёнка Сорена в анимированном 3D-фильме режиссёра Зака Снайдера «Легенды ночных стражей».
В мае 2010 Джим официально присоединился к актёрскому составу фильма Лоне Шерфиг «Один день», снятого по одноимённому роману Дэвида Николса. Съёмки завершились 17 сентября 2010 года, а сам фильм вышел в кинотеатрах в августе 2011. Также в 2010 году вместе с Кирстен Данст Стёрджесс снимается в Монреале в фильме «Параллельные миры». В 2013 году картина вышла ограниченным релизом в международный прокат. После этого Стёрджесс был занят на съёмках таких фильмов как "Земля обетованная (2010) и «Пепел» (2011).
9 сентября 2012 года состоялась премьера историко-фантастического фильма, созданного Томом Тыквером и Лилли и Ланой Вачовски — «Облачный атлас», в котором Джим сыграл одну из главных ролей. Съёмки картины проходили с сентября 2011 по октябрь 2012. Партнёрами по съёмочной площадке выступили Том Хэнкс, Хью Грант и Хэлли Берри. Также в 2012 году Джим был занят работой ещё над двумя фильмами — лентой режиссёра Джузеппе Торнаторе «Лучшее предложение», съёмки которого проходили в Праге, Вене и в некоторых городах Италии. Кроме Стёрджесса, главные роли в нём исполнили Джеффри Раш и Сильвия Хукс. Картина выиграла престижную премию «Давид ди Донателло» в номинации «Лучший фильм». А осенью вместе с Изабель Лукас и Хлоей Севиньи Джим снимался в Лос-Анджелесе в картине Тристана Петтерсона «Джентльмен-грабитель». Этот фильм стал официальным выбором кинофестиваля Трайбека, где и состоялась его премьера в 2014 году. В 2013 году Стёрджесс был занят на съёмках трёх проектов: «Обитель проклятых» режиссёра Брэда Андерсона, где пару ему составила Кейт Бекинсэйл, «Лондонские поля» режиссёра Мэттью Каллена, съёмки которого проходили в Лондоне и картины Дэниела Алфредсона «Похищение Фредди Хайнекена», где, кроме Джима, сыграли также Сэм Уортингтон и Энтони Хопкинс.
5 июня 2016 года на экраны вышла первая серия сериала «Накорми зверя» о двух друзьях, которые решают открыть собственный ресторан. Кроме Джима, главную роль исполнил звезда сериала «Друзья» Дэвид Швиммер.
Джим пишет и сам исполняет свою музыку. В течение многих лет он играет на сцене музыкального центра Камден в Лондоне с такими группами как Saint Faith and Dilated Spies. Стёрджесс также сочиняет музыку для некоторых своих фильмов, включая два трека, которые он написал и исполнил в фильме «Переправа» и в сотрудничестве с режиссёром Филипом Ридли для фильма «Бессердечный».

## Личная жизнь
30 июля 2019 года в Италии женился на актрисе и телеведущей ирако-украинского происхождения Дине Мусави. У супругов есть один ребёнок.
Рост Джима — 182 см (5 футов и 11¾ дюймов).

## Фильмография
| Год  | Название на русском          | Название на английском                        | Роль                        |
| ---- | ---------------------------- | --------------------------------------------- | --------------------------- |
| 1994 | «Вариант браунинга»          | The Browning Version                          |                             |
| 2004 | «Лицом к лицу»               | Mouth to Mouth                                | Рэд                         |
| 2007 | «Через Вселенную»            | Across the Universe                           | Джуд                        |
| 2008 | «Ещё одна из рода Болейн»    | The Other Boleyn Girl                         | Джордж Болейн               |
| 2008 | «Двадцать одно»              | 21                                            | Бен Кэмпбелл                |
| 2008 | «Пятьдесят ходячих трупов»   | Fifty Dead Men Walking                        | Мартин МакГартленд          |
| 2009 | «Бессердечный»               | Heartless                                     | Джейми Морган               |
| 2009 | «Переправа»                  | Crossing Over                                 | Гэвин Козиф                 |
| 2010 | «Легенды ночных стражей»     | Legend of the Guardians: The Owls of Ga’Hoole | Сорен (голос)               |
| 2010 | «Путь домой»                 | The Way Back                                  | Януш                        |
| 2011 | «Один день»                  | One Day                                       | Декстер Мэйхью              |
| 2012 | «Пепел»                      | Ashes                                         | Джеймс                      |
| 2012 | «Параллельные миры»          | Upside Down                                   | Адам                        |
| 2012 | «Облачный атлас»             | Cloud Atlas                                   | Адам Юинг, Хэ Джу Чен и пр. |
| 2013 | «Лучшее предложение»         | The Best Offer                                | Роберт                      |
| 2013 | «Джентльмен грабитель»       | Electric Slide                                | Эдди Додсон                 |
| 2013 | «Обитель проклятых»          | Stonehearst Asylum                            | Эдвард Ньюгейт              |
| 2013 | «Похищение Фредди Хайнекена» | Kidnapping Freddy Heineken                    | Кор Ван Хаут                |
| 2016 | «Близко к врагу»             | Close to the Enemy                            | Каллум Фергюсон             |
| 2017 | «Геошторм»                   | Geostorm                                      | Макс Лоусон                 |
| 2018 | «Лондонские поля»            | London Fields                                 | Кит Талент                  |
| 2019 | «Берлин, я люблю тебя»       | Berlin, I Love You                            | Джаред                      |
| 2022 | «Другой я»                   | The Other Me                                  | Иракли                      |
| 2022 | «Одиноки вместе»             | Alone Together                                | Чарли                       |

Телевидение
| Год  | Название на русском                 | Название на английском  | Роль                                  | Примечания                                        |
| ---- | ----------------------------------- | ----------------------- | ------------------------------------- | ------------------------------------------------- |
| 1999 | «Багряный первоцвет»                | The Browning Version    | Эрик                                  | Мини-сериал, 2 серии                              |
| 2000 | «Дети других людей»                 | Other People’s Children | Барри                                 | 1 сезон, 2 серия                                  |
| 2000 | Что такое лбы (Журнал Крокодил N 4) | The Residents           | Банджо                                | Он вышел на киностудии Союзмультфильм в 1981 году |
| 2001 | «Биение сердца»                     | Heartbeat               | Роберт                                | Серия «The Long Weekend»                          |
| 2001 | Когда не стрелять                   | Hawk                    | Консультант                           | Мини-сериал                                       |
| 2002 | «Квест»                             | The Quest               | Юный Чарли                            | ТВ-фильм                                          |
| 2002 | «Судья Джон Дид»                    | Judge John Deed         | Гарри Пэтэрсон                        | Серия «Abuse of Power»                            |
| 2003 | «Двенадцатый четверг»               | Thursday the 12th       | Мартин Баннистер                      | ТВ-фильм                                          |
| 2003 | «Детектив Джек Фрост»               | A Touch of Frost        | Лоуренс Буррелл                       | Серия «Close Encounters»                          |
| 2003 | «Реабилитация»                      | Rehab                   | Дэрил                                 | ТВ-фильм                                          |
| 2004 | «Поединок-2»                        | The Second Quest        | Юный Чарли                            | ТВ-фильм                                          |
| 2002 | «Заключительный квест»              | The Final Quest         | Юный Чарли                            | ТВ-фильм                                          |
| 2005 | «Последний детектив»                | The Last Detective      | Райан                                 | Серия «Friends Reunited»                          |
| 2016 | «Накорми зверя»                     | Feed The Beast          | Дион Патрас                           | Главная роль                                      |
| 2016 | «Близко к врагу»                    | Close to the Enemy      | Каллум Фергюсон                       | Мини-сериал                                       |
| 2018 | «Безжалостное солнце»               | Hard Sun                | главный детектив-инспектор Чарли Хикс | Главная роль                                      |
| 2020 | «Домой до темноты»                  | Home Before Dark        | Мэтт Лиско                            | Главная роль                                      |

## Дискография
Саундтреки
| Год  | Песня                                | Примечания | Фильм /Саундтрек  |
| ---- | ------------------------------------ | --- | ----------------- |
| 2007 | «Girl»                               | | «Через Вселенную» |
| 2007 | «All My Loving»                      | | «Через Вселенную» |
| 2007 | «With a Little Help from My Friends» | (совместно с Джо Андерсоном)                                                                                   | «Через Вселенную» |
| 2007 | «I’ve Just Seen a Face»              | | «Через Вселенную» |
| 2007 | «Dear Prudence»                      | (совместно с Джо Андерсоном, Даной Фукс и Эван Рэйчел Вуд)                                                     | «Через Вселенную» |
| 2007 | «Because»                            | (совместно с Джо Андерсоном, Терезой Викторией Карпио, Даной Фукс, Мартином Лютером Маккоем и Эван Рэйчел Вуд) | «Через Вселенную» |
| 2007 | «Something»                          | | «Через Вселенную» |
| 2007 | «Strawberry Fields Forever»          | (совместно с Джо Андерсоном)                                                                                   | «Через Вселенную» |
| 2007 | «Revolution»                         | | «Через Вселенную» |
| 2007 | «Across the Universe»                | | «Через Вселенную» |
| 2007 | «All You Need Is Love»               | (совместно с Терезой Викторией Карпио, Даной Фукс и Мартином Лютером Маккоем)                                  | «Через Вселенную» |
| 2008 | «Lost Everything»                    | | «Двадцать одно»   |
| 2009 | «Mistake The Enemy»                  | (Автор и исполнитель)                                                                                          | «Переправа»       |
| 2009 | «Make Your Mind Up»                  | (Автор и исполнитель)                                                                                          | «Переправа»       |
| 2009 | «Hine ma tov»                        | | «Переправа»       |
| 2009 | «Heartless»                          | | «Бессердечный»    |
| 2009 | «The Other Me»                       | | «Бессердечный»    |
| 2009 | «Panic and Magic»                    | | «Бессердечный»    |

## Награды и номинации
- 2008 — специальный приз кинофестиваля ShoWest Convention за лучшую компанию в кадре (фильм «Двадцать одно»)[14].
- 2008 — номинация на премию «Прорыв года в кино (актёр)» по версии Teen Choice Awards за фильм «Двадцать одно».
- 2008 — номинация на премию «Прорыв года в кино (актёр)» по версии Teen Choice Awards за фильм «Через Вселенную».
- 2008 — номинация на премию «Лучший актёр в канадском фильме» по версии Vancouver Film Critics Circle Awards за фильм «Пятьдесят ходячих трупов».
- 2009 — второе место в номинации «Лучший актёр Golden Space Needle Award» за фильм «Пятьдесят ходячих трупов» на международном кинофестивале в Сиэтле.
- 2009 — номинация на премию «Новичок года» по версии британской премии Jameson Empire Awards[15].
- 2010 — победитель премии «Лучший актёр» за фильм «Бессердечный» на международном кинофестивале Fantasporto[16].